# Cuchicuato
Cuchicuato es una localidad del estado mexicano de Guanajuato. Es parte del municipio de Irapuato.

## Toponimia
El nombre «Cuchicuato» proviene del purépecha, su significado es «lugar de papagayos».

## Demografía
| Gráfica de evolución demográfica |
|                                  |

| Censo | Población |
| ----- | --------- |
| 1900  | 801       |
| 1910  | 848       |
| 1921  | 581       |
| 1930  | 740       |
| 1940  | 584       |
| 1950  | 764       |
| 1960  | 649       |
| 1970  | 1 806     |
| 1980  | 1 792     |
| 1990  | 2 403     |
| 2000  | 2 681     |
| 2010  | 2 896     |
| 2020  | 3 691     |